# Wath juxta Ripon
Wath – wieś i civil parish w Anglii, w hrabstwie North Yorkshire, w dystrykcie (unitary authority) North Yorkshire. Leży 38 km na północny zachód od miasta York i 312 km na północ od Londynu. W 2011 roku civil parish liczyła 307 mieszkańców.